# La Vall de Bianya
La Vall de Bianya is een gemeente in de Spaanse provincie Girona in de regio Catalonië met een oppervlakte van 94 km². La Vall de Bianya telt 1.266 inwoners (1 januari 2016).

## Demografische ontwikkeling
Bron: INE, 1857-2011: volkstellingen
Opm.: In 1857 werden de gemeenten Castellar de la Montaña, San Martín del Clot en Vall del Bach aangehecht; in 1969 werd de gemeente San Salvador de Vianya aangehecht